# Karl Maria von Aretin
Karl Maria von Aretin (Wetzlar, 4 luglio 1796 – Berlino, 29 aprile 1868) è stato uno storico, diplomatico e politico tedesco.

## Biografia
Karl Maria Freiherr von Aretin auf Haidenburg faceva parte della famiglia nobile bavarese degli Aretin strettamente legata alla vita politica della corte bavarese. Dopo la maturità, conseguita nel 1811 a Monaco di Baviera, studiò giurisprudenza a Landshut e Monaco.
Prese parte, come ufficiale dell'armata bavarese, alle guerre di liberazione dal 1813 al 1815. Nel 1826 lasciò l'esercito e scrisse diversi trattati storici. Fece parte del consiglio direttivo dell'archivio reale e statale bavarese. 
Nel 1860 creò il Museo nazionale bavarese. Fu inoltre ottimo storiografo della Baviera.